# Линтон, Эрнст
Альберт Эрнст Линтон (англ. Albert Ernest Linton;  17 февраля 1880, Галт, Онтарио — 6 августа 1957, Галт, Онтарио) — канадский футболист, чемпион летних Олимпийских игр 1904.
На Играх 1904 в Сент-Луисе Линтон выступал за сборную Канады. Выиграв два матча, он занял первое место и выиграл золотую медаль.